# Aleksandr Lebedev

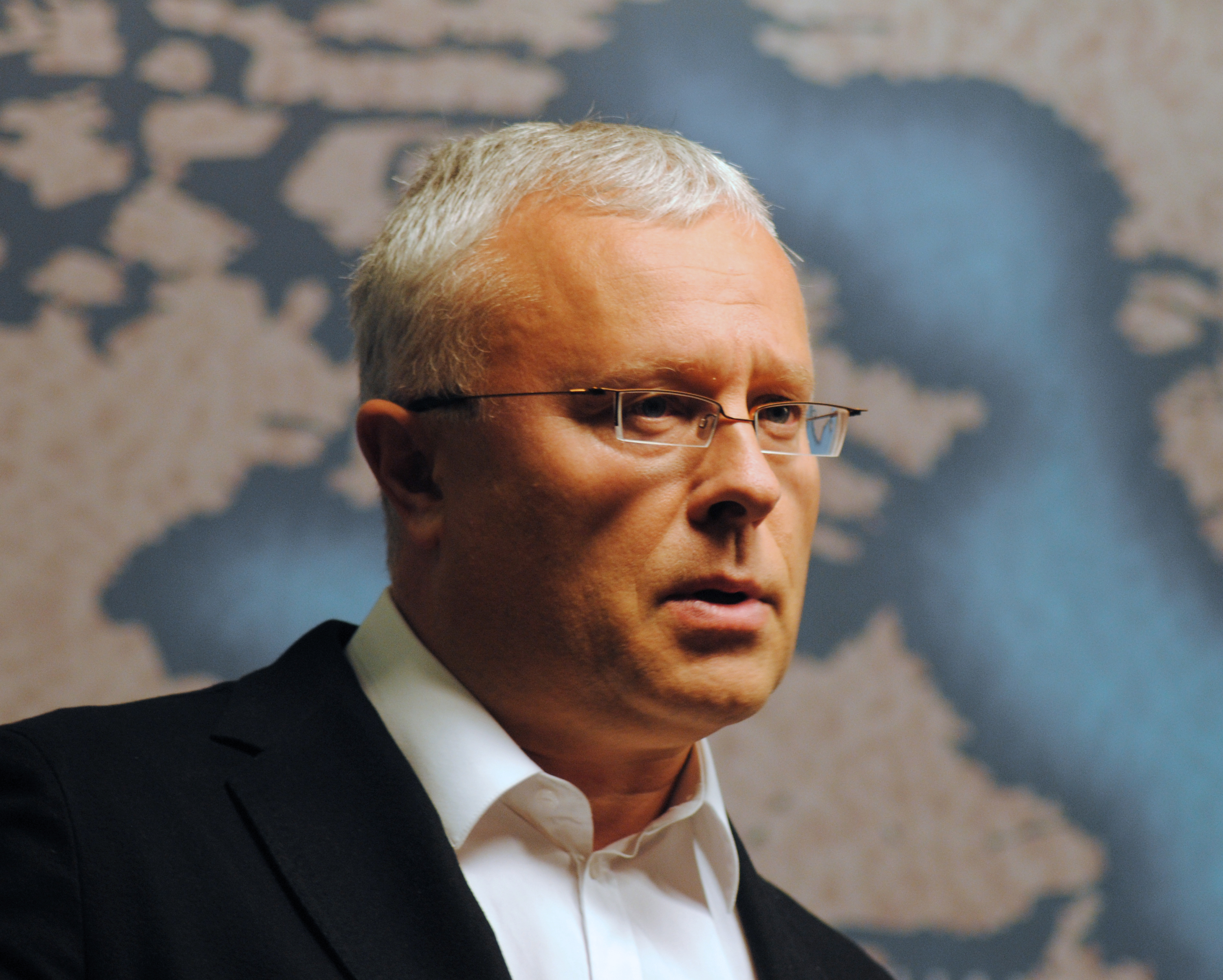
Aleksandr Lebedev 2012.

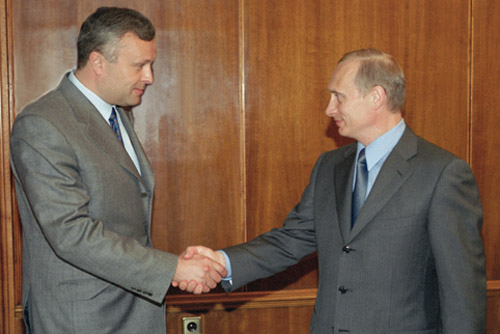
Aleksandr Lebedev och Vladimir Putin 2002.

Aleksandr Jevgenjevitj Lebedev (ryska: Александр Евгеньевич Лебедев), född 16 december 1959 i Moskva, är en rysk affärsman, som är miljardär och ses som en av Rysslands oligarker. Han äger bland annat flera tidningar, är minoritetsägare, tillsammans med bland andra Michail Gorbatjov, av Novaja Gazeta och majoritetsägare av Evening Standard, The Independent och tidningen i.